# 黑荷包魚
黑荷包魚，為輻鰭魚綱鱸形目鱸亞目蓋刺魚科的其中一個種。

## 分布
本魚分布於日本海域。

## 深度
水深70至81公尺。

## 特徵
本魚體卵圓形。吻圓鈍。眼間隔圓凸。口小；兩頜齒呈細刷毛狀。體被小鱗，體為一致的黑色，腹鰭微白色，尾鰭黃色具黑色邊緣，背鰭硬棘13枚；背鰭軟條17至19枚；臀鰭硬棘3枚；臀鰭軟條17枚。

## 生態
本魚棲息於岩礁區。

## 經濟利用
為觀賞性魚類。